# Ваља Мориј (Дамбовица)
Ваља Мориј (рум. Valea Morii) насеље је у Румунији у округу Дамбовица у општини Бездеад. Oпштина се налази на надморској висини од 548 m.

## Становништво
Према подацима из 2002. године у насељу је живело 22 становника, од којих су сви румунске националности.